# Principal Financial Group
The Principal Financial Group ou A Principal é uma empresa norte-americana de investimentos financeiros, sediada na cidade de Des Moines, Iowa.
A Principal oferece a indivíduos e clientes institucionais uma ampla variedade de serviços e produtos financeiros, incluindo planos de aposentadoria, gestão de ativos e seguros, através de suas diversas empresas de serviços financeiros. A Principal tem escritórios em 18 países, da Ásia, Oceânia, Europa, América Latina e América do Norte. Em 31 de março de 2014, a Principal tinha US$ 496 bilhões em ativos sob gestão, atendendo 19,2 milhões de clientes ao redor do mundo. 
Em 2014, a Principal foi classificada como a 298ª pela lista da revista Fortune das 500 maiores companhias dos Estados Unidos (Maio de 2014). Em 2013, a Principal ganhou o prêmio pelo segundo ano como o Melhor Lugar para se Trabalhar na categoria Fundos de Pensão & Investimentos. Em 2013, a Principal foi classificada em 528ª entre as companhia maiores e mais poderosas do mundo, medida pelas receitas de venda, ativos e valor de mercado (abril de 2013).

## História

### Fundação e história
- 1879 - Bankers Life Association foi fundada a de julho de 1879, por Edward Temple, um banqueiro de Chariton, Iowa, e cinco outros sócios. No início, Bankers Life Association oferecia seguro de vida (na forma de filiação) para homens entre 22 e 55 anos. Eles tinham que estar em bom estado de saúde e não estar empregados em ocupações consideradas de alto risco. Os benefícios de seguro também não poderiam ser concedidos, se a morte não intencional fosse causada pelo consumo excessivo de bebidas alcoólicas e o uso irresponsável de drogas.
- 1882 - O número de filiações exigiu a contratação do primeiro funcionário da associação, John Tibbs, que trabalhou como um Agente Geral.
- 1889 - Bankers Life Association tinha US$ 29 milhões em filiação de seguros de vida. Isto exigiu que a associação mudasse suas operações  para o Equitable Building em Des Moines, Iowa. Os custos eram mantidos em padrões módicos. O salário de Temple aumentou para US$ 6.000 em 1890, o que era considerado um valor baixo comparado com outros negócios.
- 1909 - Após a morte de Edward Temple, o Conselho de Diretores votaram para reorganizar o negócio para uma companhia de seguro de vida mútuo. George Kuhns tornou-se presidente da empresa. Ele utilizou o uso da propaganda por mala-direta para alcançar novos mercados. Isto trouxe US$ 3 milhões em novas vendas no primeiro ano.
- 1925 - A empresa adquiriu uma pequena estação de rádio (500-watt), que transmitia em um alcance de 240 km. George Kuhns via esta ferramenta como uma forma de aumentar as vendas. A vida do banqueiro durou até 1930.
- 1930 - Antes da Grande Depressão, a empresa tinha alcançado o marco de US$ 1 bilhão. No 50º aniversário, que estava marcado para acontecer em junho de 1929, foi adiado para 6 de janeiro de 1930. O Presidente Gerard Nollen deu US$ 10 em ouro para cada pessoa que compareceu como sinal de seu otimismo com o futuro da economia.
- 1939 - O crescimento continuado da empresa exigia a mudança para uma instalação maior. Um prédio foi construído na 711 High Street para acomodar os escritórios. Esta foi a primeira construção em Des Moines a contar com instalação integral de ar condicionado.
- 1941 - A empresa lançou seu primeiro contrato de seguro de saúde coletivo. Com 5 anos do lançamentos, o segmento de seguro de saúde coletivo representada um terço do negócio.
- 1962 - A empresa encerrou a política de demitir mães com filhos recém-nascidos, ao invés de oferecer um trabalho de meio período. Elas poderiam trabalhar das 9 às 15h entre os meses de setembro até junho, enquanto as crianças estavam na escola.

### Mudança de Nome e Expansão
- 1985 - O Bankers Life Company torna-se The Principal Financial Group.
- Década de 90 - A empresa expandiu os seus negócios para outros mercados fora dos Estados Unidos, incluindo Brasil, China, Chile, Hong Kong, Índia e México.
- 23 de outubro de 2001 - A empresa realiza a sua oferta pública inicial (IPO) e torna-se uma companhia de capital aberto.
- 20 de fevereiro de 2008 - Nippon Life Insurance anuncia que poderia aumentar a sua participação na Principal de 4,3% (11,29 milhões de ações) para 7%, tornando-se a maior acionista individual. A jogada foi feita para reduzir a probabilidade de uma tomada de controle hostil.

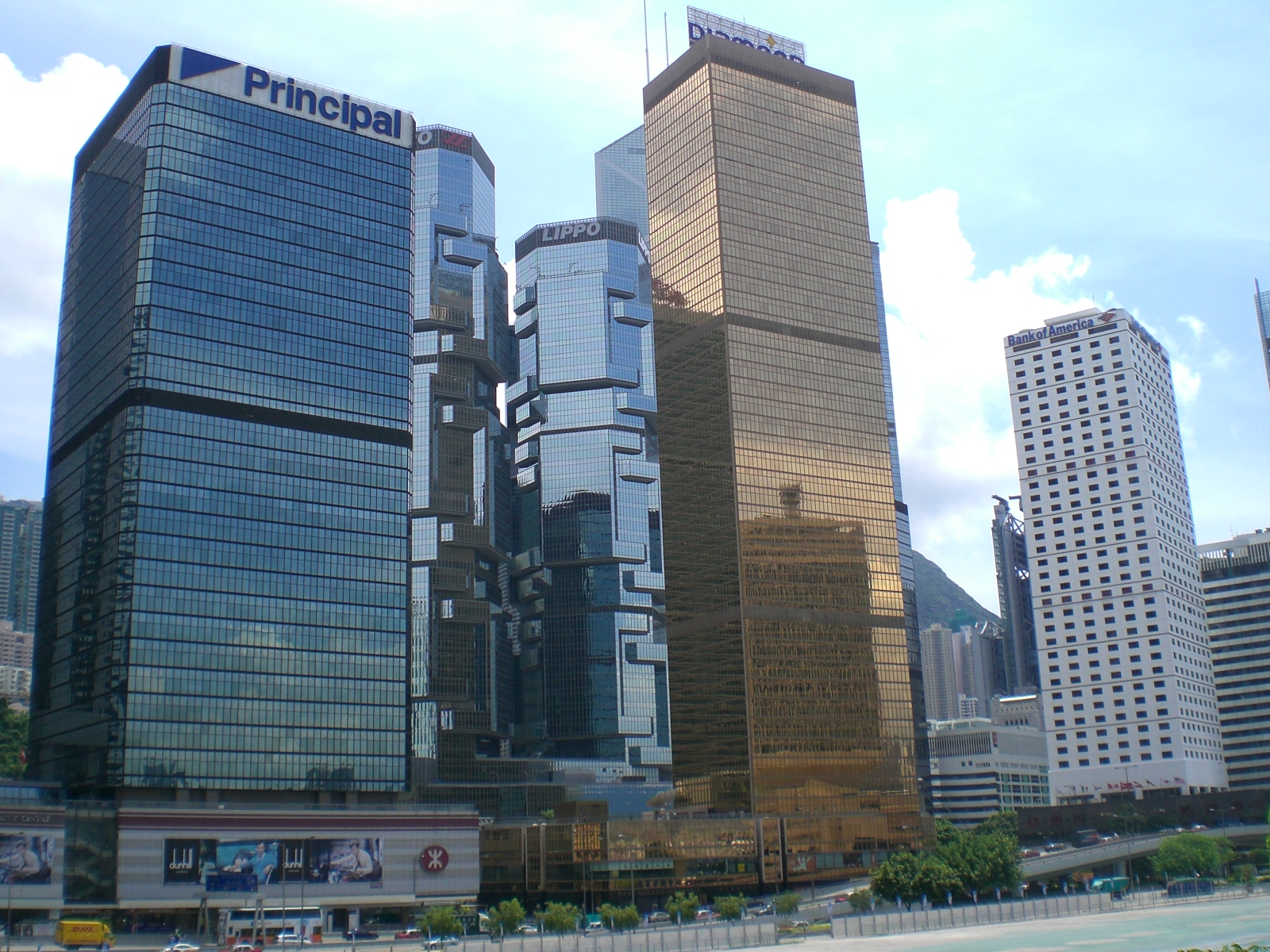
Principal Financial Group in Hong Kong

## Operações de negócio
A empresa é composta por quatro segmentos de negócio: Planeamento de aposentadoria e investimentos, Principal Global Investors, Principal International, e Soluções de Seguros nos EUA.
A empresa emprega aproximadamente 9000 pessoas em Des Moines, Iowa, e possui e opera alguns escritórios no centro da cidade. O mais alto, conhecido como 801 Grand, possui 45 andares (192m), e abriga muitas outras empresas além da Principal.